# Dólar de plata del 230.º aniversario del Cuerpo de Marines
El Dólar de plata del 230.º aniversario del Cuerpo de Marines fue emitido por la Casa de Moneda de los Estados Unidos el 1 de enero de 2005. Esta moneda conmemorativa consistía en un dólar de plata en honor del aniversario del Cuerpo de Marines norteamericano.
La moneda se vendió como prueba de acuñación y como moneda no circulante, con un total de 600 000 unidades, siendo la primera vez que Estados Unidos emitía una moneda representando una rama de sus fuerzas armadas.

## Especificaciones
La moneda presenta una de las escenas más conocidas de la historia del Cuerpo de Marines, alzando la bandera en Iwo Jima. Adicionalmente presenta el emblema oficial del Cuerpo de Marines con el águila, globo y ancla al reverso.
Se emitieron 600 000 monedas basándose en una investigación de mercado independiente proporcionada por la organización receptora (la Marine Corps Heritage Foundation), el Secretario del Tesoro permitió aumentar la cantidad máxima legislada de medio millón a 600 mil, las cuales se acuñaron en las instalaciones de la Casa de Moneda de Filadelfia.